# Manic Panic
Manic Panic (рус. Мэ́ник Пэ́ник — «маниакальная паника») — американская компания по производству краски для волос и косметики, основанная в Нью-Йорке (США) в 1977 году сёстрами, участницами рок-группы Blondie Тиш и Снуки Белломо.
Сёстры придерживаются веганства, поэтому продукция компании позиционируется как веганская и cruelty-free (без насилия в отношении животных) — вместо ингредиентов животного происхождения при производстве косметики используются только синтетические. Помимо красок для волос компания производит лаки для ногтей, тени для век, тональные крема, накладные ресницы, а также свою рекламную продукцию — футболки и бейсболки. Компания нацелена на неформальных потребителей: готов, панков и пр.
В США название компании стало эпонимом, обозначающим яркий и необычный цвет волос, а словосочетание to Manic Panic используется в качестве глагола «красить волосы в сумасшедший цвет».

## История

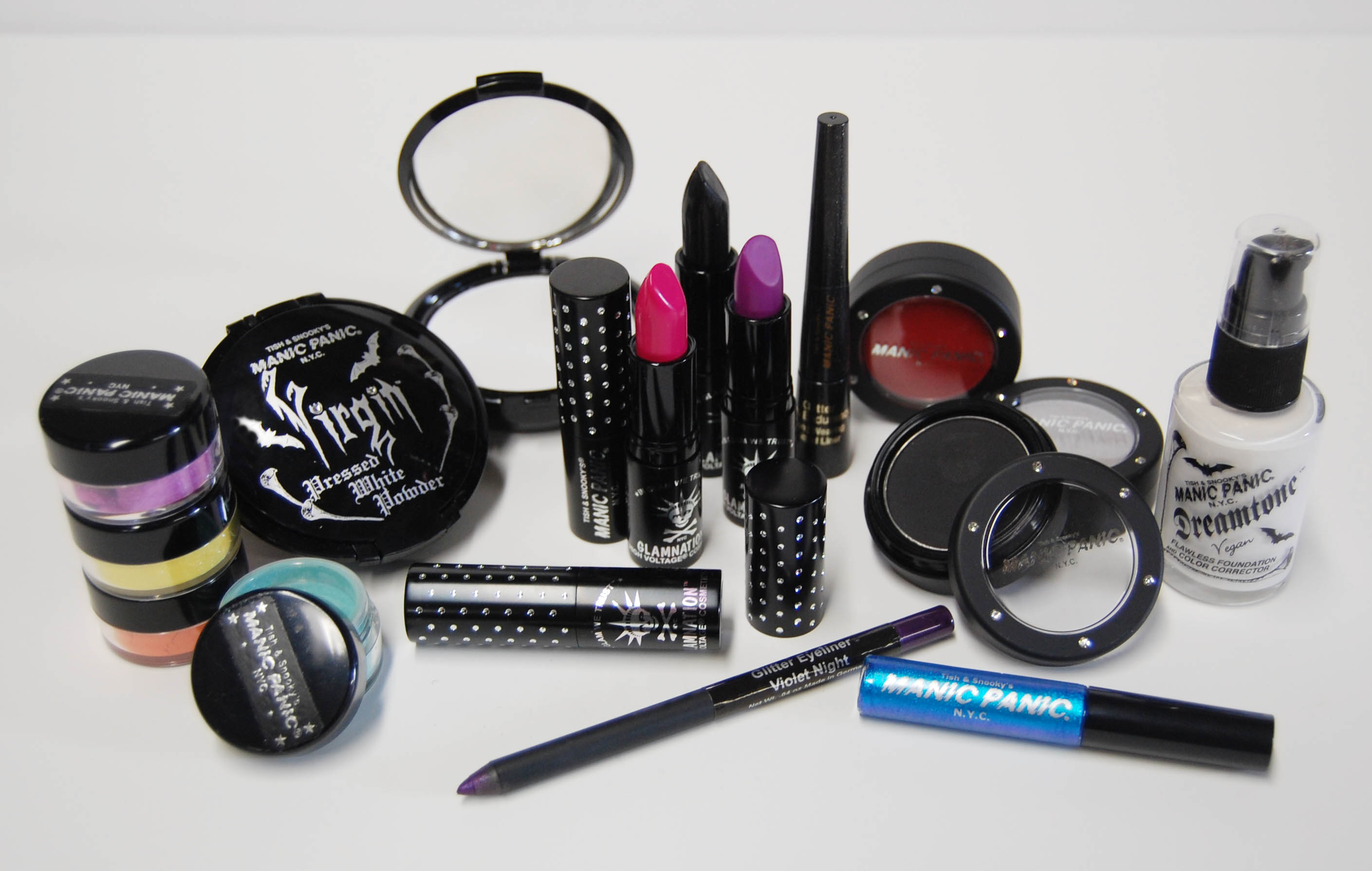
Продукция компании

Сёстры Тиш и Снуки Белломо из Бронкса в молодости были участницами рок-группы Blondie. Им часто делали комплименты по поводу того, как они одеты, поэтому в 1977 году они вместе с подругой Джиной открыли в нью-йоркском районе Ист-Виллидж, в полуподвале дома № 33 по улице св. Марка небольшой магазинчик неформальной одежды. В те времена это был грязный неблагополучный район с дешёвой арендной платой — 250 $ в месяц. Поначалу девушки торговали обувью, перчатками и очками. Вместе с солисткой группы Дебби Харри они ходили по магазинам подержанных вещей, скупая обувь 1950-х — 1960-х годов, и затем переделывали её у себя дома в Бронксе в нужном им панк-стиле. Первые полгода продажи шли туго — в основном они рассылали по почте вещи, заказанные по телефону. Денег на развитие бизнеса не было, так что вместо покупки полок для обуви, они просили друзей просверлить дырки в стене для развески шпилек. Так как сёстры имели много знакомств в шоу-бизнесе и продавали броские, блестящие вещи и яркую косметику, напоминающую театральный грим, к таким праздникам, как Хэллоуин, их магазин пользовался особенным спросом —  на улице выстраивалась очередь и приходилось нанимать охранника, чтобы он запускал покупателей по несколько человек и затем проверял сумки — в такой тесноте девушки боялись быть обворованными.
Однажды они продали краску для волос, привезённую из Великобритании и осознали спрос на этот товар. Вскоре компания начала заниматься выпуском краски для волос, завоевавшей популярность благодаря своей обширной палитре.
В 1980—1990-х годах магазин Manic Panic играл существенную роль в нью-йоркской музыкальной субкультуре. Его называют первым панк-магазином в Нью-Йорке, а возможно и в США. Вероятно также, что Manic Panic был первым косметическим брендом, соединившим свою продукцию и рок-н-ролл.
Компания десятилетиями является законодателем моды в области производства краски для волос, её продукция регулярно упоминается в глянцевых журналах. Начиная с 1999 года штаб-квартира Manic Panic площадью почти 1,5 тысячи м² находится в Куинсе (Нью-Йорк) по адресу 21-07 Borden Avenue. Компания также представлена в таких странах, как Великобритания, Франция, Канада, Япония, Италия, Испания, Румыния, Турция.
Продукцией фирмы пользовались такие артисты, как Эмили Отемн, Мэрилин Мэнсон, Синди Лаупер, Гвен Стефани, Кэрри Браунстин, Хейли Уильямс, Кэти Перри, Рианна, реслер Джефф Харди. В 2014 году компания выпустила линейку оттенков, созданных в сотрудничестве с певицей Хейли Уильямс, в 2016 году основавшей собственный бренд Good Dye Young.
Владелицы фирмы считают, что красить волосы в яркие цвет можно в любом возрасте и «жизнь должно быть цветной до самого конца».

## Признание
- 2016 — сёстры Белломо были среди трёх представителей индустрии, удостоившихся награды независимых производителей и дистрибьютеров косметики (ICMAD) «Косметическая инновация года» (Cosmetic Innovator of the Year (CITY) Awards)[12].
- 2017 — ICMAD на церемонии в Лас-Вегасе вновь отметила сестёр Белломо и их компанию наградой CITY Awards[13]
- Best of Beauty Award, награда журнала Allure.
- Награда PETA Awards в номинации «лучший „cruelty-free“ продукт для волос» (дважды).
- NYLON Beauty Award (трижды).